# Гай (Армения)
Гай (арм. Գայ) — село в Армавирской области Армении. Названо в честь Гая Дмитриевича Гая, прежнее название Хатунарх Неркин или Хатунарх Нижний.

## География
Село расположено в юго-восточной части марза, на левом берегу реки Севджур, к северу от железнодорожной линии Айрум — Ереван, на расстоянии 39 километров к юго-востоку от города Армавир, административного центра области. Абсолютная высота — 834 метра над уровнем моря.
Климат
Климат характеризуется как семиаридный (BSk в классификации климатов Кёппена). Среднегодовая температура воздуха составляет 12,5 °C. Средняя температура самого холодного месяца (января) составляет −2,7 °С, самого жаркого месяца (июля) — 25,9 °С. Расчётная многолетняя норма атмосферных осадков — 287 мм. Наибольшее количество осадков выпадает в мае (48 мм).

## Население
| Год переписи | Население          | Население          | Население          | Население            | Население            | Население            |
| Год переписи | Наличное население | Наличное население | Наличное население | Постоянное население | Постоянное население | Постоянное население |
| Год переписи | Всего              | Мужчины            | Женщины            | Всего                | Мужчины              | Женщины              |
| ------------ | ------------------ | ------------------ | ------------------ | -------------------- | -------------------- | -------------------- |
| 2001         | 3333               | 1662               | 1671               | 3470                 | 1739                 | 1731                 |
| 2011         | 3599               | 1827               | 1772               | 3614                 | 1833                 | 1781                 |